# Кубинская жаба
Кубинская жаба (лат. Peltophryne empusa) — вид бесхвостых земноводных семейства жаб (Bufonidae).

## Распространение
Эндемик Кубы, включая остров Хувентуд.

## Описание
Размер около 70 мм. Голова коричневая, остальное тело коричневато-жёлтое. На затылке и боках мраморно-коричневые пятна. Конечности с коричневыми полосами. Надбровные дуги большие. Барабанные перепонки маленькие. Околоушные железы маленькие, округлые, усеяны бородавками. Спина покрыта бородавками, наиболее обильно в передней части. Бока, конечности и горловая область покрыты меньшими по размеру бородавками, на животе бородавок нет.

## Образ жизни
Широко, но неравномерно, распространены в сухих и равнинных лесах и саваннах Кубы и острова Хувентуд на высотах до 70 м над уровнем моря. Ввиду подземного образа жизни встречаются редко, за исключением брачного сезона, когда водятся в изобилии.
Рассматриваются как уязвимый вид, поскольку площадь распространения составляет менее 2000 км² и сильно фрагментирована. На популяцию влияют утрата и деградация местообитаний, вызванные сельскохозяйственной деятельностью, загрязнением пестицидами и инвазивным бобовым Dichrostachys cinerea.

## Размножение
Брачный сезон начинается с приходом сезона дождей. Самцы поют, призывая самок, в затопленных рвах и больших временных бассейнах с дождевой водой. Икру откладывают в стоячую воду, головастики развиваются быстро.